# Билбао
Билбао (баск. Bilbo, шп. Bilbao), један од најважнијих индустријских и туристичких градова Шпаније. Највећи је град Аутономне заједнице Баскије као и индустријско средиште са рафинеријама и развијеном хемијском индустријом. Према попису из 2012. године, имао је 351 629 становника што га чини најнасељенијим градом Аутономне заједнице Баскије, и десетим по величини у Шпанији. 
Не само да је једна од најважнијих шпанских лука, него и једно од најзначајнијих културних средишта на Пиринејском полуострву, захваљујући својој савременој архитектури. Налази се на подручју богатим гвозденим рудама. 
Лука Билбао једна је од најважнијих у земљи. Метрополско подручје Билбаоа укључује и Велики Билбао, чинећи га петим урбаним подручјем у Шпанији са 869 842 становника. 
Основао га је Дијего Лопез де Аро, глава моћне породице Аро. Од тада, Билбао је био комерцијални центар који је имао велики значај у Зеленој Шпанији, углавном захваљујући лукама, односно гвожђу, који је извожен из Баскијског каменолома. Током 19. и почетком 20. века, Билбао је доживео тешку индустријализацију која га је учинила центром индустрије, после Барселоне.
Данас је Билбао енергични град чији је економски и друштвени ревитализујући процес, који је почео оснивањем легендарног музеја Гугенхајма, у току. Процес је настављен инфраструктурним инвестицијама као што су аеродром, трамвајска линија, Алхондига и пројекат који је тренутно у фази обнављања, Водени фронт и Соросауре.

## Етимологија
Званично име града је Билбао, као што је познато у већини језика света. Званична институција баскијског језика Euskaltzaindia, потврдила је да између два могућа имена која постоје у Баскији, Билбао и Билбо, Билбо буде историјско баскијско име, а Билбао званично. 
Иако се назив Билбо не појављује у старим документима, у представи Веселе Жене Виндзорске, Вилијама Шекспира, постоји прича о мачевима који су вероватно направљени од баскијског гвожђа које је он назвао шп. bilboes, што указује на то да се тај назив користио барем од 16. века. 
Не постоје неслагања међу историчарима о пореклу имена. Инжењер Еваристо де Цурука рекао је да је баскијски обичај да дају име месту по његовој локацији. За Билбао то је био скуп баскијских речи за реку и увалу Бил-Ибаиа-Бао. Такође, историчар Хосе Тусел Гомес тврди да је Билбао природна еволуција речи шп. bello vado, прелепог речног прелаза. Са друге стране, писац Естебан Каље Итурино рекао је да име потиче од два претходна насеља која су постојала на обе обале ушћа. Прво, где се садашњи стари град налази, назван је биља шп. billa, што на баскијском значи слагање. Друго, на левој обали, где се сад налази Стари Билбао, назван је вао шп. vaho што значи измаглица. Спајањем ова два имена настало је име Билбао.

## Географске одлике
Билбао је смештен у централном северном делу Шпаније, око 19 km јужно од Баскијског залива, где је формиран естуар Билбаоа. Окружен је са два мања планинска венца са просечном надморском висином од 400 m. 

### Географски положај
Општина Билбао се налази на северној обали Иберијског полуострва, око 19 km од Баскијског залива. Обухвата површину од око 40,65 квадратних киломатара, док просечна надморска висина износи 19 m. Град Билбао је на северу окружен општинама Дерио, Етксебари, Галдакао, Лоиу, Сондика и Зимундио; на западу Аригориага и Басаури; на југу Алонсотеги и општинама Баракалдо и Ерандио на истоку.
Билбао је смештен на прагу Баскије, опсегу између већих Кантабријских планина и Пиринеја. У саставу земљишта доминирају мезозоички материјали (кречњак, пешчар и лапорац) који су се таложили преко првобитне палеозоичке основе.
Рељефом доминирају северозападно-југоисточно и западносеверно-источносеверно оријентисани нагиби. Главни нагиб је Антиклинала Билбаоа, која која се простире од општина Елорио до Галдамеса. Унутар Билбаоа су два секундарна нагиба. Један се налази на североистоку и чине га планине Артксанда, Аврил, Бандерас, Пикота, Сан Барнабе и Кабрас, док другог на југу чине планине Кобетас, Ресталеку, Пагасари и Ариас. Највиша тачка општине је планина Ганета са 689 m надморске висине, после које су планина Пагасари са 673 m, обе на граници са Алонсотегијом.

### Клима
Близина Баскијског залива пружа Билбау океанску климу, са падавинама које се јављају преко целе године. Кишни дани чине око 45%, а облачни око 40% дана годишње. Кишна сезона траје од октобра до априла, од којих је новембар највлажнији. Снег није чест у граду, али га је могуће видети на врховима околних планина. У зимским месецима је чешћа суснежица, која траје око 10 дана.
Због близине океана издефинисана су два годишња доба – лето и зима. Она су блага, без драстичних осцилација. Просечна максимална температура варира између 25 °C и 26 °C у летњим месецима, док је просечна минимална температура зими између 6 °C и 7 °C. Најнижа температура која је забележена у Билбау износила је -8,6 °C, док је највиша износила 42,2 °C. 
| Клима Билбаоа (1981—2010)                 | Клима Билбаоа (1981—2010) | Клима Билбаоа (1981—2010) | Клима Билбаоа (1981—2010) | Клима Билбаоа (1981—2010) | Клима Билбаоа (1981—2010) | Клима Билбаоа (1981—2010) | Клима Билбаоа (1981—2010) | Клима Билбаоа (1981—2010) | Клима Билбаоа (1981—2010) | Клима Билбаоа (1981—2010) | Клима Билбаоа (1981—2010) | Клима Билбаоа (1981—2010) | Клима Билбаоа (1981—2010) |
| Показатељ \ Месец                         | .Јан.                     | .Феб.                     | .Мар.                     | .Апр.                     | .Мај.                     | .Јун.                     | .Јул.                     | .Авг.                     | .Сеп.                     | .Окт.                     | .Нов.                     | .Дец.                     | .Год.                     |
| ----------------------------------------- | ------------------------- | ------------------------- | ------------------------- | ------------------------- | ------------------------- | ------------------------- | ------------------------- | ------------------------- | ------------------------- | ------------------------- | ------------------------- | ------------------------- | ------------------------- |
| Максимум, °C (°F)                         | 13,4 (56,1)               | 14,3 (57,7)               | 16,5 (61,7)               | 17,6 (63,7)               | 20,8 (69,4)               | 23,4 (74,1)               | 25,4 (77,7)               | 26,0 (78,8)               | 24,6 (76,3)               | 21,4 (70,5)               | 16,6 (61,9)               | 13,9 (57)                 | 19,5 (67,1)               |
| Просек, °C (°F)                           | 9,3 (48,7)                | 9,7 (49,5)                | 11,5 (52,7)               | 12,6 (54,7)               | 15,7 (60,3)               | 18,4 (65,1)               | 20,4 (68,7)               | 20,9 (69,6)               | 19,2 (66,6)               | 16,4 (61,5)               | 12,4 (54,3)               | 9,9 (49,8)                | 14,7 (58,5)               |
| Минимум, °C (°F)                          | 5,1 (41,2)                | 5,1 (41,2)                | 6,4 (43,5)                | 7,6 (45,7)                | 10,6 (51,1)               | 13,4 (56,1)               | 15,4 (59,7)               | 15,7 (60,3)               | 13,8 (56,8)               | 11,4 (52,5)               | 8,2 (46,8)                | 5,9 (42,6)                | 9,9 (49,8)                |
| Количина падавина, mm (in)                | 120 (4,72)                | 86 (3,39)                 | 90 (3,54)                 | 107 (4,21)                | 78 (3,07)                 | 60 (2,36)                 | 51 (2,01)                 | 77 (3,03)                 | 73 (2,87)                 | 111 (4,37)                | 147 (5,79)                | 122 (4,8)                 | 1,134 (44,65)             |
| Дани са падавинама                        | 13                        | 11                        | 11                        | 13                        | 11                        | 7                         | 7                         | 8                         | 8                         | 11                        | 13                        | 12                        | 124                       |
| Сунчани сати — месечни просек             | 85                        | 97                        | 132                       | 138                       | 169                       | 181                       | 186                       | 179                       | 160                       | 127                       | 88                        | 78                        | 1.610                     |
| Извор #1: Agencia Estatal de Meteorología |                           |                           |                           |                           |                           |                           |                           |                           |                           |                           |                           |                           |                           |
| Извор #2: Aena                            |                           |                           |                           |                           |                           |                           |                           |                           |                           |                           |                           |                           |                           |

## Становништво
Према процени, у граду је 2008. живело 353.340 становника.

| 1981.   | 1989.   | 1991.   | 2002.   |
| ------- | ------- | ------- | ------- |
| 433.030 | 369.839 | 372.054 | 349.972 |

Први веродостојни подаци о становништву Билбаоа су доступни тек од 1550. године. Познато је да је Баскија 1530. године имала око 65.000 становника, мада је то број који би могао бити умањен јер је у 16. веку владала куга. Од 19. века дошло је до повећања природног прираштаја у Билбау захваљујући индустријализацији подручја. Године 1970, по броју становника био је шести град у Шпанији.
Према подацима из 2009. године од 355 731 становника који живе у Билбау, само 114 220 је рођено у општини Билбао, 114 908 је рођено у другим баскијским градовима, док је 9545 рођених у друге двеју баскијске провинције, 85 789 је дошло из осталих делова Шпаније, а странци чине 33 537 од укупног броја становништва. Постоји 127 различитих националности које су регистроване у Билбау, иако 60 од њих садржи мање од 10 људи. Највећи број страних држављана чине Боливијци (4879) и Колумбијци (3730), затим Румуни (2248), Мароканци (2058), Еквадорци (1832), Кинези (1390), Бразилци (1273), Јапанци(1237) и Парагвајци (1204).
Према попису из 2012. године у Билбау је живело 351 629 становника.

#### Анализа пирамиде становништва
- Популацију испод 20 година чини 14% од укупног становништва.
- Становништво старо 20-40 година чини 29% од укупног становништва.
- Становништво старо између 40-60 година чини 30% од укупног становништва.
- Становништво преко 60 година чини 27% од укупног становништва.[17]

### Хидрографија
Град Билбао има веома развијен речни систем. Реке Нервион и Ибаисабал се спајају у Басаури и чине ушће које се назива „Ушће Билбаоа“. Ушће Билбаоа је дуго око 15 km, али је проток реке веома низак.Главна притока му је река Кадагуа, која извире у долини Мене и има слив величине од 642 km².Река Кадагуа је такође природна граница између Билбаоа и Баракалда. Природни изглед реке је веома измењен јер је изграђено више пристаништа са обе обале реке. 
Све изградње које су вршене на реци су довеле до лошег квалитета вода. Такође је годинама таложен токсички отпад што је довело до смањења кисеоника и готово изумирања флоре и фауне у реци. Међутим, последњих година ситуација се знатно побољшала јер је забрањено бацање токсичких отпада чиме су се и флора и фауна регенерисале. Сада у реци и околини можемо видети алге, ракове, птице, као и купаче у летњим месецима.
Ушће Билбаоа такође чини природну границу са неколико насеља и округа. Оно дели општине Бегоњу и Ибаиондо, затим Абанду и Урибари и на крају Деусто и Басурто – Сороса.

### Лука Билбао
До касних година 20. века ова лука била је смештена у области која се данас назива Аренал, пар корака удаљена од Старог Каска. На ушћу приморске општине Сантуртзи 1902. године саграђена је лука. Ова лука се ширила и седамдесетих година 20. века заменила је докове који се налазе у Билбау, док су докови који су се налазили у суседству Зоротса још увек били активни. 
Лука у Билбау од 2010. године постала је првокласна лука и налази се у најважнијих пет лука Шпаније. Преко 200 редовних поморских трговина повезују Билбао са 500 лука широм света. Крајем 2009. године теретни бродови пренели су до 31,6 милиона тона производа претежно до Русије, Уједињеног Краљевства, Холандије и Нордијских земаља. Првом половином 2008. године у ову луку пристигло је преко 67.000 путника и 2 770 бродова. Ова активност допринела је 419 милиона евра баскијском БДП-у покривајући скоро 10.000 радних места.

## Историја
Основан 1300. године на месту древног насеља, Билбао је доста напредовао захваљујући извозу вуне у 15. и 16. веку. У 19. веку је био под опсадом Карлиста три пута. У Шпанском грађанском рату, Билбао је био седиште баскијске Аутономне владе од 1936. године до њеног заузимања 1937. године од стране националиста.

### Преутемељено насеље
Пронађени остаци древног насеља на врху планине Масалмин датирају из трећег или другог века пре нове ере. Такође, пронађени су и остаци гробница на планинама Аврил и Арћанада, старости од 6000 година. Неки истраживачи, такође, повезали су Билбао са Амануном Портусом, према Плинују, или Флавиобригом, према Клаудију Птолемеју, као првим становником овог града. Са друге стране, постоје остаци зидина откривених у дубинама цркве Светог Антонија из XI или 12. века.

### Средњи век
Билбао је био један од првих градова у Шпанији насталих великим покретачем за утемељење, које је спровела Краљевина Кастиља током 14. века, када је и настало око 70% баскијских општина, међу којима се налазе Португалет-1323, Ондароа-1327, Лекеицио-1335, као и Мунгија и Ларабесуа из 1376. године.

#### Од оснивања до Конзулата
Дон Дијего Лопез де Аро V - Сењор Вискаја, основао је град Билбао путем документа о оснивању, или „Повељом града“. Повеља је издата у Ваљадолиду 15. јуна 1300. године, и потврђена 4. јануара 1301. године у Бургосу, од стране краља Фернанда IV Кастиљанског. Сењор Вискаја основао је нови град на десној обали реке Нервион, на простору порте цркве Бегоње, где је и доделио „Закон Логроњо“, скуп права и привилегија, која ће касније представљати основу у развоју овог града. 
Године 1310, Марија Дијаз де Аро, рођака Дон Дијега и нова госпођа од Вискаја, издала је нов народни документ којим се још више проширују дотадашње трговинске повластице града, претворивши га обавезним кораком у свим трговиштима Кастиље према мору. На тај начин, другом повељом града, установљен је пут од Одруње до Бермеа, учинивши га најважнијим племићким трговачким путем, пролазећи кроз Билбао- мост Светог Антонија, и Ећевари, и тиме правећи директан излаз на море, као и јачање комерцијалне моћи Билбаоа на уштрб Бермеа, који је до тада био најнапреднији град Баскије.
Поред тога, она је такође одобрила трговину између Билбаоа и Арета. Касније, 1372. године, Хуан I Кастиљански, додатно је проширио трговачке привилегије оставивши отвореним улазе и излазе трговишта дуж читавог града, и омогућивши транспорт гвожђа средином 17. века. На тај начин, лука Билбао добија на значају у Европи због своје трговине са лукама у Фландрији, Великој Британији, у мањој мери са Француском, Португалијом и Италијом, као и са лукама Севиље и Барселоне, главних градова Краљевина Кастиље и Арагона. Године 1443, предао је цркву Светог Антонија, једну од најстаријих грађевина града, завршивши са битном функцијом коју је раније обављао у тврђави.
Краљица Изабела I Кастиљанска посетила је Билбао 5. септембра 1483. године, како би положила заклетву о поштовању свих закона током своје владавине. Њен супруг, Фернандо II Арагонски, већ је био положио своју заклетву у граду Герника 1476. године.

### Нови век
Краљица Хуана од Кастиље је 21. јуна 1511. године одобрила уредбе за успостављање „Конзулата Билбаоа, Дома трговине и Суда привредника на копну и мору“. То ће бити најутицајнија институција града током неколико векова, и биће одговорна за надлежност над реком, рад на одржању и побољшавању, као и многим другим аспектима трговине. Захваљујући Конзулату, лука Билбао постала је једна од главних у читавој Шпанији. Овај напредак донео је прву штампарију у граду, 1577. године, где је, такође, 1596. године штампана прва књига на баскијском језику, названа „Хришћанска доктрина на романском и баскијском“, чији је аутор Др Бетоласа.
Године 1602, Билбао је постао главни бискајски град, дошавши на место Бермеа. Међутим, све до 1631. године то није било озваничено, до тренутка када је постигнут споразум између владара и општина које су чиниле Билбао, а самим тим, сада и главне општине Бискаје. Споразум није било лако постићи. До договора је дошло након бескрајних количина тужби, насталих између порте главне цркве и општина, које су општинске касе довеле до велике оскудице. Ова ситуација довела је до пропасти због повећање пореза на рибу, восак и друге производе којима се трговало. У исто време, Краљевина је изменила и порез на со, што је довело до народног устанка, познатог као „Побуна против монопола над сољу“, који се завршио погубљењем неколико својих предводника. Економска криза погодила је Шпанију крајем века захваљујући маргинализацији страних трговаца који су трговали вуном, у замену за домове, чија се трговина све до тада обављала у Сантандеру, и експлоатацији рудника гвожђа, као и трговини углавном са Великом Британијом, Фландријом и Холандијом. 
У 18. веку постојала су два сектора којима се приписивао највећи део локалних власти: сеоски земљорадници и трговци. Супротстављени интереси обеју власти веома често прерастали су у конфликт, што се могло приметити премештањем скровишта 1718. године.До тог тренутка, скровишта су се налазила у насељима Валмаседа (Балмаседа) и Ордуња (Урдуња), што истиче чињеницу да су били склони кријумчарењу, посебно дувана. Осим тога, ослобађали су пореза градске трговце који су трговали гвозденим шипкама.
Земљорадници су захтевали натраг порез од Краљевине, која је утемељила скровишта на обали. Међутим, овај потез означио је успон многих производа за риболовце и сељаке, као и за остале мештане Билбаоа и градске општине, који су иницирали побуну у којој су претили да ће запалити град у насилном обрачуну. Коначно, 1719. године. постигнут је договор да се скровишта поново врате на места на којима су била раније, што је учињено 1722. године. Међутим, земљорадници су намеравали да нанесу штету трговцима још два пута 1792. године, предлагањем да се оснује још једна ривалска лука у Мундаки, што је отказано због рата „Росељон“, и друга у Абанду, 1804. године. Овај последњи покушај назван је „Самаколада“.

### Савремено доба
Током Рата за независност, између 1808. и 1813. године, на подручје Шпаније долазе Французи. Они улазе у земљу претварајући се да су савезници шпанске владе, и лукаво окупирају неколико баскијских градова, али не и Билбао. Становништво, наиме, сада постаје средиште отпора, иако није избио отворени устанак против Наполеона Бонапарте, све до 6. августа 1808. године, месец и по дана након битке за Баилен. Предвођени генералом Мерлином, 16. августа нападају Билбао, и после дуге борбе пљачкају град, заједно са општинама Деусо и Бегоња. Током 1808. године, град је неколико пута променио владаре, али од новембра остаје окупиран од стране великог гарнизона предвођеним генералом Жаном Жаком Аврилом. Неколико месеци касније, генерал Аврил запао је у невољу пред Наполеоном, због лажних оптужби, па бива замењен пуковником Бордом, ефикасним, и помало крволочним чиновником. Од фебруара 1810. године, Борд је извршавао команде генерала Пјера Тувенуа, барона империје, кога је гувернер Гипускоа одредио за главног управљача читаве Баскије, коју чине три баскијске провинције. Уз помоћ Борда, Пјер је имао намеру да читаву Шпанију припреми за анексију Француској.
Баскија је представљала једну од првих фаза Првог карлистичког рата. Билбао, либерални и економски центар, био је главна мета Карлистима. Генерал Томас Сумалакареги покушао је да заузме град 1835. године, међутим, не успева, и бива рањен у близини Бегоње, да би неколико дана касније умро у Сегами.
Наредне године, град је издржао другу опсаду у којој Балдомеро Еспартеро побеђује Карлисте у бици код Лућана. Није предводио никакве војне походе током Другог карлистичког рата, који се збивао у Каталонији, међутим, након буђења Трећег карлистичког рата, 1872. године, Билбао поново постаје важна фаза рата. Априла 1874. године, страдало је треће место, које није поново подигнуто све до 2. маја исте године, предвођењем генерала Конће.
Упркос свим дешавањима, град је економски процветао у 19. веку и почетком 20. века, када је осигурао своје место економског центра Баскије. У 19. веку, 1857. године изграђена је и прва пруга. Исте године основана је и Банка Билбаоа, зачетак будуће „ББВА“, а крајем века основана је и Берза Билбаоа. Настају бројне фирме и компаније које су се бавиле металургијом, као што су „Света Ана од Болуета“ и „Високе пећи Вискаје“, 1902. године. Град се модернизовао и изградњом шеталишта и паркова у новој четврти Абандо, симболичким грађевинама као што је нови Градски двор из 1892. године, болница „Басурто“ и позориште „Аријага“. Становништво доприноси нарочитом демографском порасту у овом граду, преласком са 11.000 становника 1880. године на 80.000 становника 1900. године. Социјални покрети такође су имали посебно место у овој епохи, истичући баскијски национализам Сабина Аране, успон радничких покрета, као и монархистички и централистички републиканизам и либерализам.

#### Грађански рат и битка за Билбао
Грађански рат у Билбау почео је са неколико мањих устанака које јаки Републиканци успевају да угуше. Франкистички авиони су 31. августа 1936. године извели свој први напад на престоницу бацивши осам бомби. Рађале су се идеје о акцији поновног освајања од стране цивила који су се борили против оних који су заступали про-фашистичке идеје, као и против побуњених затвореника. У септембру месецу, франкистички авиони доставили су летке са претњама бомбардовањем, у случају да се град не преда. Ове претње реализовале су се 25. септембра када је седам летелица бацило око стотину бомби на град и околна села, у року од једног и по часа. Вратили су се и следећег дана бацивши неколико запаљивих бомби немачког порекла. У мају 1937. године, наредбом генерала Давила, устаници опседају град. Битка је трајала до 19. јуна исте године, када је потпуковник Путз наредио да се дигну у ваздух мостови града, као и трупе пете наварске бригаде, заузевши престоницу дуж планина Масалмин, Пагасари и Арнотеги.
Након рата, град поново ступа у процес демографског развоја, чинећи потпору индустријском и економском развоју. У периоду 1940. године град је обновљен, почевши од својих мостова преко реке, а реконструкције су завршене 1948. године узлетањем првог комерцијалног лета са аеродрома. Наредне деценије поново је заживела тешка индустрија претворивши се у стратешки сектор читаве Шпаније, као резултат економске изолације која је уследила, познате као аутархијски период. Ово је привукло масовне имиграције из различитих региона земље, које су изазвале пораст сиротињских четврти на падинама двеју планина, чинећи веома лоше планирање заштићених стамбених места.
Раднички покрети полако се буде, а штрајк бродоградилишта „Еускалдуна“ 1947. године био је први у послератној Шпанији. У овој репресивној атмосфери, 31. јула 1959. године, у Билбау се рађа терористичка организација - ЕТА, као део национализма. У периоду 1960. године догодило се неколико урбанистичких развоја, као што је стварање нових округа - Оћаркоага, као и ауто-пут Билбао - Беовија. У јуну 1968. године јавни универзитет долази у град као Универзитет у Билбау.

#### Демократија и опоравак
Са нестанком франкистичке диктатуре и успостављењем парламентарне монархије у Шпанији, у процесу познатом као транзиција, грађани су поново могли да уживају право демократских избора. Супротно ономе што се догодило у републикама, у Шпанији је забележен превласт националистичких снага.
У току прославе „Велике недеље“, река се 26. августа 1983. године, излила до пет метара, као последица непрестаних падавина. Тада, према локалним вестима, умире двоје људи у Пењи, а још једна особа нестала је у области Старог Каска (Старог града). Поплаве су, такође, задесиле још један веома важан део Баскије, Кантабрију и Бургос. Било је, отприлике, тридесет четворо мртвих у Баскији, четворо у Кантабрији, један у Бургосу, док је између 29 и 35 особа нестало. Међутим, нико од њих се ни до сада не сматра мртвим. Током периода поплава августа 1983. године, који је трајао неколико дана, оборен је рекорд. Тада је за 24 часа пало 252,6 литара кише по метру квадратном. Економски губици у граду достигли су 60 милиона песета. Као последица ових поплава, извршено је усмерење реке на висину Ла Пење, како би се избегли нови изливи. У периоду 1990. године град пролази кроз процес деиндустријализације, непосредно након кризе која је погодила сектор металске индустрије 1980. године.
Трансформација услуга у граду потпомогла је улагањима у инфраструктуру и обнову града, која је започета инаугурацијом метроа, затим отварањем музеја Гугенхајм у Билбау, изградњом дворца „Еускалдуна“, моста Зубизури, појавом трамваја, торњем „Ибердрола“, као и планом изградње Соросаура. Удружења подржана од стане администрација, као што су Билбао Метрополис-30 и Билбао река-2000, основана су 19. новембра 1992. године, и била су одговорна за организацију и надзор многих од новонасталих пројеката у Билбау.

## Политика
Билбао је општина на челу са градоначелником. Градоначелник и одборници бирају се на сваке четири године. Постоји разлика између извршне власти, састављене од стране градоначелника, Управног одбора и Пленума који се састоји од 29 одборника.
До 20. марта 2014. године (четвртак) актуелни градоначелник, Ињаки Аскуна (шп. Iñaki Azkuna), преминуо је у својој 71. години након једанаестогодишње борбе са опаком болести - раком. Био је део Баскијске националне партије. Изабран је за градоначелника 1999. године. Након тога поново је изабран 2003, 2007. и 2011. године. Одборници Пленума представљају политичке партије и њихов значај у Парламенту је био распоређен на следећи начин: Баскијска национална партија поседује 15 места плус градоначелник; Народна партија 6 места; Билду 4 места и Шпанска социјалистичка радничка партија такође 4 места. Билбау је 2008. и 2010. године додељена општинска награда за транспарентност од стране шпанске дивизије „Међународне транспарентности“.
Градоначелник господин Ињаки Аскуна Урета (шп. Iñaki Azkuna Urreta) 8. јануара 2013. године добио је награду за најбољег градоначелника на свету.
Како је уживао велику наклоност свог народа, његова смрт је изазвала тугу и очај грађана Билбаоа. У Билбау су због смрти градоначелника проглашена 4 дана жалости. 

### Окрузи
Град Билбао састоји се од осам различитих округа. Сваки округ подељен је на крајеве којих све укупно има 35.
| Број | Округ♦                | Суседи♦ | Област (km²) | Број становника (2009) | Локација                                                                               |
| ---- | --------------------- | --- | ------------ | ---------------------- | -------------------------------------------------------------------------------------- |
| 1    | Deusto                | Arangoiti, Ibarrekolanda, San Ignacio-Elorrieta, и San Pedro de Deusto-La Rivera.                                    | 4.95         | 51,656                 | Deusto Uribarri Otxarkoaga- Txurdinaga Begoña Ibaiondo Abando Recalde Basurto- Zorroza |
| 2    | Uribarri              | Castaños, Matiko-Ciudad Jardín, Uribarri и Zurbaran-Arabella.                                                        | 4.19         | 38,335                 | Deusto Uribarri Otxarkoaga- Txurdinaga Begoña Ibaiondo Abando Recalde Basurto- Zorroza |
| 3    | Otxarkoaga-Txurdinaga | Otxarkoaga и Txurdinaga.                                                                                             | 3.90         | 28,518                 | Deusto Uribarri Otxarkoaga- Txurdinaga Begoña Ibaiondo Abando Recalde Basurto- Zorroza |
| 4    | Begoña                | Begoña, Bolueta, и Santutxu.                                                                                         | 1.77         | 43,030                 | Deusto Uribarri Otxarkoaga- Txurdinaga Begoña Ibaiondo Abando Recalde Basurto- Zorroza |
| 5    | Ibaiondo              | Atxuri, Bilbao La Vieja, Casco Viejo, Iturralde, La Peña, Miribilla, San Adrián, San Francisco, Solokoetxe и Zabala. | 9.65         | 61,029                 | Deusto Uribarri Otxarkoaga- Txurdinaga Begoña Ibaiondo Abando Recalde Basurto- Zorroza |
| 6    | Abando                | Abando и Indautxu.                                                                                                   | 2.14         | 51,718                 | Deusto Uribarri Otxarkoaga- Txurdinaga Begoña Ibaiondo Abando Recalde Basurto- Zorroza |
| 7    | Recalde               | Amezola, Iralabarri, Iturrigorri-Peñascal, Errekaldeberri-Larraskitu и Uretamendi.                                   | 6.96         | 47,787                 | Deusto Uribarri Otxarkoaga- Txurdinaga Begoña Ibaiondo Abando Recalde Basurto- Zorroza |
| 8    | Basurto-Zorroza       | Altamira, Basurto, Olabeaga, Masustegi-Monte Caramelo и Zorrotza.                                                    | 7.09         | 33,658                 | Deusto Uribarri Otxarkoaga- Txurdinaga Begoña Ibaiondo Abando Recalde Basurto- Zorroza |

♦ оригиналан назив

### Смрт градоначелника
Градоначелник Билбаоа - Ињаки Аскуна, преминуо је у 71. години живота у свом дому у Билбау, међу својом породицом и најближим окружењем. Смрт је наступила у касним подневним часовима, у четвртак 20. марта 2014. године. Градоначелнику Билбаоа (од 1999. године) је 2003. године дијагностикован рак простате, због чега се здравствено стање градоначелника годинама погоршавало, све до тренутка његове смрти. Сахрана је одржана у уском кругу пријатеља и породице. У име градоначелника, Градско веће је затражило да се поштује његова жеља и пренесе његова захвалност народу Билбаоа. Еволуција и радикалне промене кроз које је Билбао пролазио последњих година су, великом мером, захвалне мандату градоначелника Аскуне, који је довео до тога да је 2012. године био проглашен за најбољег светског градоначелника од стране фондације City Маyоrs у јануару 2013. године. Неколико година након што је открио своју болест, имао је бројне интервенције и операције у САД које су на кратко време поспешиле стање покојног градоначелника.
Године 2012, супруга градоначелника Аскуне, такође је преминула од последица рака. Са својом супругом - Анабељом Домингес, имао је сина који им је 2013. године подарио унуку.
Због смрти градоначелника Билбаоа у том граду проглашена су 4 дана жалости, док је вест о смрти Аскуне шокирала и растужила народ овог града који је у великој мери сматрао да је град процветао баш за време мандата господина Ињакија Аскуне.

## Образовање
Баскијска земља има двојезични систем образовања, где студенти имају могућност да бирају између четири лингвистича модела : А, Б, Д, X (икс), која се разликују у распрострањености баскијског или шпанског језика као говорног и писаног језика за време часова. У Билбау постоји претежност нивоа Д (баскијски је главни језик, а шпански се учио као одвојени предмет) у основним школама, док у средњим школама углавном бирају модел Б (неки предмети су на Баскијском а неки су на шпанском). Коначно, 67% студената Баћиљерата бирају модел А(шпански је главни језик, а баскијски је изборни). Енглески је најраспрострањенији страни језик.

### Више образовање
Билбао је дом два универзитета. Најстарији је Универзитет Деусто основан од стране Удружења Исуса 1886. године. Универзитет је добио име по тада независној општини Деусто, припојеној Билбау 1925. године. Тада је то била једина установа која је нудила више образовање у граду све до 1968. године и оснивања Универзитета Билбао, који касније постаје Универзитет Баскијске земље 1980. године. Овај државни универзитет, присутан у три провинције аутономне заједнице, свој главни кампус има у општини Лоиу, док су Технички и Пословни факултети стационирани у Билбау.

## Привреда
Билбао има веома развијену привреду. Једна од најразвијенијих грана привреде је свакако туризам који је то захваљујући великом броју грађевина које одликују необичне конструкције и велелепни изгледи. Друга грана која је такође јако развијена је економија. 

### Урбанизам
У почетку Билбао је имао само три улице (Сомера, Артекаље и Тандериа) које су окружене зидовима који се налазе тамо где је данас улица Ронда. Унутар ове ограде налазила се мала испосничка ћелија посвећена апостолу Јакову Заведјеву (на том месту се данас налази катедрала св. Јакова) коју су ходочасници посећивали на свом путу до Сантијага де Компостеле. Још четири улице су изграђене у 15. веку стварајући оригинални Зазпикалеак или „Седам улица. 
Године 1571, након неколико поплава и великог пожара 1569. године, зидови су срушени како би се омогућило проширење града.
Године 1861, инжењер Амадо Ласаро почео је са пројектовањем експанзије унутар тадашње општине Абандо са широким авенијама и обичним зградама које су обухватале идеје хигијеничара тог времена. Идеја је заснована на примеру Еиксамплеа у Барселони, дизајнера Илдефонса Серде (шп. Ildefons Cerdà). Међутим, Градски Савет је одбацио пројекат јер га је сматрао „утопијским и сувишним“, иако су са друге стране сматрали да је од великог квалитета. Штавише, Ласаро је израчунао демографски раст града који је заснован на претходна три века и то је било снабдевање које се на крају неће поклопити са реалношћу.
Следећа велика модерна промена у Билбау се дешава 1876. године када се главном граду припоји (у неколико фаза) суседска општина Абандо. Нови пројекат експанзије је осмислио тим који се састојао од архитекте Северино де Аћукаро (шп. Severino de Achúcarro), инжењера Пабла де Алзоле (шп. Pablo de Alzola) који је изабран за градоначелника исте године и Ернеста де Хофмејера (шп. Ernesto de Hoffmeyer). За разлику од Ласаровог, овај пројекат је био значајно мањи. Заузимао је 1,58 km² у односу на првобитни који је заузимао 2,54 km². Такође се није толико стриктно држао хиподамовске шеме. Парк који је раздвајао индустријски део од стамбеног дела и Велики пут (шп. Gran Vía de Don Diego López de Haro), главни пролаз, где су многе битне зграде стациониране, као што је Баскијски окружни суд или Кула ББВА. До краја 1890. године ово проширење је до пола завршено и већ пуно, стога је ново проширење планирано за Федерика Угалдеа.
До 1925. године општине Деусто и Бегоња, као и део Ерандија су анексиране, а у 1940. години преостали део Ерандија је постао део Билбаоа. Последње припајање се десило 1966. године. Са општинама Лоиу, Сондика, Дерио и Замудио. Тако је Билбао постао већи него икад са 107 km². Међутим, све ове општине, са изузетком Деуста и Бегоње, повратиле су своју независност 1. јануара 1983. године. 
Дана 18. маја 2010. године влада Сингапура наградила је Билбао наградом Светског града Ли Гуангјаоа на Светском Самиту градова 2010. Сматра се Прицкеровом наградом урбанизма.

### Туризам
Прва идеја о Билбау као туристичком граду јавила се након настанка пруге између Билбаоа и приморског насеља Пешчаре, које припада општини Гетко. Тада је град постао скромна дестинација поред мора. 
У центру туристичких интереса је музеј Гугенхајм кога је уредио амерички архитекта Френк Гери. Спектакуларна грађевина представља музеј од титанијума, стакла и кречњака и најбољи је пример архитектуре 20. века. Суштина представљене изложбе која се мења је апстрактна уметност. Испред музеја изложено је уметничко дело под називом „Куца“ које је обложено цвећем и које је требало да буде постављено само у години отварања музеја, али након протеста становништва куци је „дозвољено“ да остане испред музеја и сваке године је обложен свежим цвећем које се по потреби мења и чешће.
Билбао је постао права туристичка атракција тек након отварања овог музеја 1997. године, што се лако могло приметити по броју туриста од тада. Овај број прелази 615.000 посетилаца током 2009. године. То је био значајан скок с обзиром да је у Билбао током 1995. године посетило само 25.000 туриста.
Билбао чини 31% укупног туризма целе Баскије и што указује на то да је најпожељнија дестинација ове аутономне заједнице. На другом месту налази се Сан Себастијан. Највише туриста долази из Шпаније, претежно из Мадрида и Каталоније. Страни туристи претежно долазе из околине Француске, Немачке, Италије и Уједињеног Краљевства. 
Туризам доприноси око 300 милиона евра за баскијски БДП. Билбао је такође атрактивна дестинација за пословни туризам, поготово захваљујући грађевинама као што су Еускалдуна центар за конференције и концертна сала и Билбао изложбени центар у Баракалду.
Остали музеји у Билбау су „Музеј лепих уметности“ (шп. El Museo de Bellas Artes) који је један од најважнијих музеја Шпаније и скоро је реновиран и у Старом граду „Баскијски музеј“ (шп. El Museo Etnográfico Vasco). Једна од важнијих знаменитости је Базилика Бегоња (шп. La Basílica de Ntra. Sra. De Begoña).
Унутрашњост града приказана је интересантном архитектонском мешавином старе и нове градње најразличитијих стилова. Стари град (шп. Casco Viejo) прожет је уским уличицама и у њему се налази средњовековна катедрала. Шаролика слика града може деловати иновативно, али и несређено. У сваком случају, то је резултат знаменитог и живописног града. Томе свакако доприносе многи паркови и зелене површине до којих се брзо пешке може доћи из центра и са којих се пружа јединствен поглед на град.

### Економија
Билбао је економски центар Баскије још од времена Конзулата, претежно због прекоморске трговине кастиљанских производа. То ипак није било тако све до 19. века када је овај град експериментисао са значајним развојем углавном заснованим на експлоатацији рудника гвожђа и железара. Ова дешавања подстицала су поморски саобраћај и изградњу бродова. Током тих година у Билбау појавиле су се банка Билбао, основана 1857. године и банка Вискаја која је основана 1901. године. Обе банке спојиле су се 1988. године креирајући ББВ корпорацију (Banco Bilbao Vizcaya, Bank of Bilbao-Biscay). ББВ спојила се са Аргентинариом 1999. године креирајући данашњу корпорацију ББВА.
Локалне штедионице, Општинска штедионица Билбао (шп. Caja de Ahorros Municipal de Bilbao) настала 1907. године и Општинска штедионица Вискаја (шп. Caja de Ahorros Provincial de Vizcaya) настала 1921. године спојиће се 1990. године и оформити ББК (шп. Bilbao Bizkaia Kutxa). Такође 1890. године основана су Привредна комора, индустрија и Берза Билбаоа. Након огромне индустријске кризе осамдесетих година деветнаестог века, Билбао је био приморан да поново размотри своје економске темеље. 
Билбао је дом бројним компанијама од међународног и националног значаја, укључујући две које се налазе на листи од 150 највећих светских компанија према часопису „Форбс“. Компанија ББВА налази се на 40. месту и компанија Ибердрола на 122. месту. БДП (бруто домаћи производ) по глави становника 2005. године износио је 26.225 евра, знатно изнад просека земље тј. 22.152 евра. Према годишњим мерењима најјачи сектори економије у Билбау су грађевинарство, трговина и туризам. Стопа незапослености 2009. године достигла је 14,4%, што је доста ниже од националне стопе од 18,01%. Ипак то је најша стопа незапослености у последњих десет година.

### Рударство и железара
Гвожђе је главна и најзаступљенија сировина која се може наћи у Баскији, и њено вађење законом је заштићено још од 1526. године. Рударство је главна примарна делатност у Билбау, минерали великог квалитета извозили су се широм Европе. Није тако било све до друге половине 19. века када је индустрија железара развијена. У 20. веку шпанске и европске престонице увезле су око 90% баскијског гвожђа. Иако је Први светски рат начинио Билбао главном железарском силом, каснија криза ипак је довела до опадања ове делатности.

## Архитектура
Грађевине у Билбау приказују разноврсност архитектонских стилова, од готичке до савремене архитектуре. У Старом граду се налази највише најстаријих грађевина у граду као што су Катедрала Светог Јакова или Црква светог Антонија која се налази на градском грбу. Већи део Старог града је пешачка зона током дана. У близини се налази један од најзначајнијих храмова Баскије, Базилика Бегоње посвећена Дами од Бегоње, заштитници провинције. 
Управо када је реч о грађевинама које имају религиозни значај, неке од најзначајнијих су: готичка катедрала Катедрала Сантијаго из 14. века, готичка црква Црква светог Антонија са комбинацијом елемената ренесансе и барока, Храм Госпе од Бегоња из 16. века, као и барокна црква Црква светог Николе из 18. века.
Како је процес деиндустријализације почео деведесетих година 20. века, многи бивши индустријски простори претворени су у модерне, јавне просторе дизајниране од стране неколико најпознатијих светских архитекти и уметника. Главни пример је Гугенхајм музеј који се налази на месту старог пристаништа и дрвеног магацина. Други пример је Алондига, магацин вина, изграђен 1909, а потпуно редизајниран 2010. године од стране француског дизајнера Филипа Штарка у вишенаменски простор који се састоји од биоскопа, фитнес центара, библиотека и ресторана.
Абандоибара област је такође реновирана и она не обухвата само музеј Гугенхајм већ и торањ Арата Исозаки, Еускалдуна Центар и концертну дворану, као и Ибердрола кулу коју је пројектовао аргентински архитекта Цесар Пељи и која је од свог завршетка 2011. године постала највиши облакодер Баскије са висином од 165 m. 
Соросауре је следећи простор који ће бити реновиран по плану дизајнера Захе Хадида из 2007. године. Ово садашње полуострво биће претворено у 500.000 m² острва и имаће стамбене и пословне зграде као и ново ББК седиште.

### Музеји у Старој четврти
Стара четврт Билбаоа је више од само лепог простора на отвореном, тамо се међу древним грађевинама и трговима налазе уточишта културе и мудрости. Четири велика музеја налазе се скривени међу улицама овог краја. Најмањи међу њима је музеј Поворке свете недеље (шп. Procesiones de Semana Santa), најстарији је Баскијски музеј (шп. Euskal Museoa-Basque Museum) и најновији су Археолошки музеј и Епархијски музеј религиозне уметности.

#### Музеј Поворке Свете недеље
Ово је место где „Братство Покајника“ удружења града Билбаоа чува богато наслеђе непознато чак и многим становницима Билбаоа. То су статуе и слике које представљају наслеђе тадашњег начина размишљања и живота чији се дубоки корени налазе у цркви Светог Јована која се налази на истоименом тргу. Ту се такође налази најстарији еснаф овог града „Братство Света Вера Круз“ (шп. Santa Vera Cruz) основана 1553. године, али су почели са организовањем поворки годину дана касније. Касније су временом формирани и остали еснафи, има их укупно девет, и они такође имају богато наследство скулптура које можемо видети у овом музеју. Дела многих уважених уметника представљена су у овом малом музеју као што су скулптуре Криста де ла Виље и Хуана де Месе и барокне слике Раимунда Капуса, Мануела Ромера и Хуана Паскуала де Менеа. Вештине великог вајара Квинтина де Торе широко су заступљене у овом музеју као и дела других уметника прошлог века, као што су Рикардо Ињуриа, Хигинио Бастера, Хосе Лареа и многи други. Репертоар овог музеја сваке године бива обогаћен савременим уметничким делима.

#### Археолошки музеј
У овом музеју можемо наћи археолошке остатке нађене на баскијској земљи још од када су први народи стигли на ове просторе. Овде се налази колекција записа која нам говори о људима који су окупирали Баскију, о њиховом начину живота и схватању живота и смрти. Изложба почиње од доба палеолита са својим први досељеницима неандерталцима и касније показује долазак савременог човека. То је било друштво ловаца и сакупљача који су успели да за собом оставе своје примитивне приборе и прве примере уметности.
Доба неолита нам показује прве знаке производње: пољопривреду и сточарство. Такође се појављују први комади грнчарије и метала. Погребни обреди повезани са мегалитским конструкцијама омогућавају нам да сазнамо о култури која је отишла даље од самог живота.
Гвоздено доба у Баскији представљало је велики скок у култури. Била је развијена веома напредна металуршка техника која је омогућила, до тада немогућ, развој у баскијском друштву.
Од великог значаја за ову територију био је римски утицај који је донео нове технике и веровања која су трајно променила Баскију и водила до већег зближавања са остатком Европе. Падом Рима почиње средњи век са којим на ове пределе стиже стил романике и готике. Током модерног доба баскијски народ окреће се новим погледима на свет и веровањима о животу и смрти која је заснивају на освртању ка старим традицијама.

#### Баскијски музеј
Баскијски музеј је најстарији музеј у Старој четврти и налази се у грађевини која је изграђена од стране језуита у циљу оснивања колеџа Сан Андрес који би био спојен са истоименом црквом која данас носи назив „Хуанес свеци“. У барокном манастиру ове грађевине налази се Микледи Идол: загонетна скулптура животиње која држи диск између ногу и стомака. Њена улога је нама још увек непозната, али када размишљамо о њој наша машта нас враћа у давна времена када је ова скулптура настала. Пронађена је у мексичком граду Дурангу. Музеј садржи етнографско и културно наслеђе баскијског народа, засновано на хиљадугодишњој традицији њихове повезаности са морем.
У музеју можемо видети како су emakumeak жене традиционално од лана правиле платно, традиционалну грнчарију где можемо наћи величанствене колекције баскијске грнчарије и порцелана. Овде такође можемо наћи основне алатке коришћене у њиховој економији као што су пољопривредне алатке, оружје и многа друге.
У склопу музеја се такође налази Конзулат Билбаоа: велики баскијски институт који је својим неуморним радом омогућио да ова мала територија постане комерцијална снага како у Европи тако и у Америци. Овде се налази велики модел Баскије који омогућава посетиоцима да се боље упознају са овом облашћу и свим просторима између планина и мора, укључујући различите крајолике, градове и остале географске карактеристике.

#### Епархијски музеј светих уметности
Епархијски музеј светих уметности у Билбау налази се у старом доминиканском манастиру (шп. Convento de la Encarnacion). Отворен је 1995. године и у просторијама овог музеја налазе се уметничка дела многих баскијских уметника који су током осам векова радили на томе да створе величанствена религијска дела у сврси веровања и служења свом народу. Изложене су колекције религиозних уметности и артефакта, укључујући скулптуре, слике, намештај, есцајг и литургијске хаљине.
У једном делу музеја налази се колекција сребра, како локално направљеног, која показује одличан квалитет баскијских занатлија, тако и увезеног из Америке као поклон од стране људи из Баскије који никада нису заборавили своју домовину без обзира где се налазили. Док се у другом делу може видети део душе Баскије: слике које осликавају живот краљица, жена и посвећеност једног народа. Ове скулптуре и слике одражавају еволуцију и промене у укусу и моди, које су у Баскији, као и у свету, изражене уз помоћ уметности. Уметничка дела Беаугранта, Кармона, Хордана, Парета и осталих показују развој уметности од маниризма до данас, показујући најбогатија верска наслеђа Баскије, без обзира да ли су локална или донесена из других земаља.
Неке од познатих изложби овог музеја су: „Сребрни рад за религиозне крајеве“, „Радионица светог Елигија“, „Сребрни рад у Баскији“, „Свети одевни предмети“, изложба „Манифестације људске вере“ која примарно укључује скулптуре и слике итд. Колекција „Андра Марис“ је посебно вредна пажње како укључује осликано дрво и слике на камену Девице Марије и Христа које потичу из периода од 12. до 15 века. Остале изложбе: „Средњи век, хиспанско-фламанске и ренесансне уметности“ (дрво, камен, делови алабастера, намештај и слике), „Барок из 17. века“ (слике из овог периода, међу којима је 13 њих насликао Лукас Џордан 1632—1705), „Неокласицизам и модерно доба“ итд.

### Базилика Свете Богоње
Базилика Свете Бегоње је базилика која се налази у Билбау, која је посвећена Богородици Бегоњи, свецу Баскије. Садашњи парох базилике је Хуан Франсиско де Гаритаонандиа.

#### Историја
Базилику је дизајнирао Санчо Мартинез де Арего у 16. веку. Она поседује три лука, на које су сводови додати у 17. веку, иако је изградња почела 1511. године. За време извођења радова, готски стил је донекле био развијен. Главни улаз је, као и катедрала, грађен у готском стилу, и он је био у облику величанственог лука. Изграђен је у знак сећања на познатог шпанског архитекту Гила де Онтањона.
Током 19. века, базилика је била оштећена, па је тако садашња кула и део екстеријера дизајнирао Хосе Марија Бастера између 1902. и 1907. године.
Дана 16. августа 1942. године, избио је инцидент између фалангиста и карлиста, где је дошло до експлозије неколико бомби у близини цркве. Покренути су радови како би се базилика обновила. Од септембра 1993. до августа 1994. године, извршена је велика обнова, где су замењена звона, сат и камен базилике. Кула са сатом има 24 звона, од којих најтеже звоно износи тону. Звона су изграђена у Швајцарској. Кула је направљена 1922. године, и може да произведе 7 различитих мелодија.

#### Ла Салве и Базилика
„Ла Салве“ представља четврт Билбаоа. Названа је тако јер је она била прва тачка одакле су морнари, који су пловили реком Нервион, могли да виде базилику.

#### Фестивали и славља
Главни фестивали посвећени Богородици Бегоњи, одржавају се сваког 15. августа и 11. октобра. Тада се држи поноћна миса и становници иду на богослужење.
Многи морнари своје бродове називају „Бегоња“ или „Богородица Бегоња“ у знак славе Богородице.

### Тигар зграда
„Тигар“ зграда се налази у улици Botica Vieja, преко пута конференцијског центра Палата Еускалдуна. Ова зграда је врло популарна у Билбау због велике скулптуре тигрице на врху зграде. Зграда је била седиште компаније која се звала Тигар (шп. El Tigre). Власник зграде је 1942. године запослио Хоакина Лукаринија (шп. Joaquín Lucarini) да направи скулптуру тигра и она је тада постављена на кров зграде. Недавно је ова индустријска зграда реновирана да би била претворена у пословни објекат.

### Музеј ликовних уметности
Пре више од једног века, када је град Билбао био један од главних произвођача гвожђа, локална буржоазија и институције, допринели су да се ту створи један од најзначајнијих ликовно - уметничких музеја у држави: Музеј ликовних уметности Билбаоа.
Галерија је отворила своја врата 1914. године у згради старе Цивилне Болнице Аткури, где се већ налази „Билбао школа уметности и заната“. Први директор био је познати сликар Билбаоа Мануел Лосада. 1924. отворен је Музеј модерних уметности, захваљујући баскијским уметницима који су учествовали у “модерна уметност” пројекту који је у то време био у моди међу становницима. 
Аурелио Артета, био је још један важан сликар Билбаоа. Био је први директор све до грађанског рата. Када се завршио сукоб 1939, Регионална влада и Градско веће одлучили су да заједно финансирају ново седиште за Музеј ликовних уметности и савремених уметности. Његов директор све до смрти 1949, био је Мануел Лосада. Ново седиште је поред Парка Доње Касилде. 
Посетиоци овог музеја могу видети велику, сталну колекцију европске уметничке школе 13. века. Различите иберијске сликарске школе присутне су са својим најистакнутијим експонентима из 13. века. Такође су присутни фламански и холандски уметници, то јест њихова дела у галерији. Музеј поседује најважнију и највеличанственију колекцију баскијских уметника. Присутни су и уметници Хорхе Отеиза и Едуардо Циљида, итд.

### Сантијагова катедрала
Црква светог Јакова или Сантијагова катедрала је готичка катедрала из последње четвртине 14. и почетка 15. века названа по заштитнику Билбаоа, Светом Јакову. Зграда је претворена у катедралу 1949. године. и представља седиште Епархије Билбаоа. Њен торањ који је у неоготичком стилу висок је 64 m. Њега и главну фасаду дизајнирао је Северино де Аћукаро почетком 19. века.
Ова катедрала се сматра најстаријом грађевином Билбаоа. Поред тога, ово је најзначајнија баскијска црква која такође служи као парохија.
Иако се сматра катедралом одликује је веома мала величина и компактност својих готичких карактеристика. Димензије ове катедрале су следеће: дужина износи 51,5 m, ширина 22,3 m, висина 22,5 m и површина од 1100 m².

### Палата Еускалдуна
Палата Еускалдуна се налази поред ушћа и заузима део земљишта одакле се подиже Еускалдуна бродоградилиште. Пројекат је осмишљен од стране архитекти Федерика Сориана и Долорес Паласиос. Зграда се користи за обављање свих врста конгреса као и музичких активности. Изградња је почела 1994, а отворен је у фебруару 1999. године. Укупна површина пројекта је већа од 2,5 хектара који су потребни да би Велика сала са 2 200 хиљада седишта, три мање сале, 8 соба за састанке и 7 додатних објеката стала. Поред Еускалдуна постоји неколико делова урбане уметности, као позната шума дрвећа, где су стабла у облику лампи.

### Музеј Гугенхајм
Музеј Гугенхајм је музеј модерне и савремене уметности и уједно највећа атракција Билбаоа, средишта области Баскије. Пројектовао га је канадско-амерички архитекта Френк Гери по компјутерском програму. На тај начин су могли бити пројектовани такви облици које је било неизводљиво пројектовати помоћу уобичајених техника градње. То су прилично закривљени облици. Налази се на обали реке Нервион која пролази кроз Билбао и улива се у Кантабријско море, а даље у Атлантик. Изграђен је 1997. године у индустријском делу града, усред дока за бродове и челичана.
Музеј је отворио краљ Хуан Карлос I 18. октобра 1997. године. Јединствени музеј Гугенхајм је изграђен на 32 500 m² на локацији у центру Билбаоа. Величанствен је пример авангардне архитектуре 20. века. Сталну поставку чини уметничка збирка значајних уметника 20. века коју у далеко већој мери чине инсталације и разне електронске форме, док су традиционалне форме уметничког изражавања попут слика и скулптура заступљене у много мањем броју. Одржавају се и многе изложбе, како шпанских тако и светских уметника. У склопу музеја налази се и ресторан у коме се спремају јела традиционалне баскијске кухиње. 
Изабран је за најлепшу и најзначајнију грађевину подигнуту у последњих 30 година од стране 52 члана жирија којег су чинили најпризнатији стручњаци светске архитектуре.
Гугенхајм је само један од неколико музеја који припадају фондацији Соломона Р. Гугенхајма.

### Алондига
Француски дизајнер Филип Штарк је завршио са реновирањем некадашњег римског подрума у Билбау како би створио нови културни центар града. Састоји се из три главне зграде унутар постојеће структуре која је оригинално направљена 1909. године. Стари и модерни магацин је од културног значаја јер је проглашен од стране баскијске владе 1999. године за јавно власништво. 6000 m² затвореног трга у приземљу и 43 исечена стуба који држе три зграде одликују овај културни центар. Тај магацин укључује биоскопе, салу за изложбе, позориште, продавнице, ресторане и аудиторијуме. Испод Гранд Плазе је подрум у коме се налазе биоскоп, сале за изложбе и позориште у које може да стане 400 људи.

### Градска скупштина
Градска скупштина Билбаоа је главна зграда у којој је заснован Савет. Отворена је 17. априла 1892. године. Дизајнирао је Хоакин Рукоба, и то еклектично, тј. мешањем разних стилова, претежно са барокним. Током израде спољашњости, Рукоба је био инспирисан архитектуром 3. Француске републике. Зграда се састоји од главне осе где је смештен главни балкон и три лука са осам стубова крунисаних звоником. Састоји се од два дела. На горњем делу налази се 5 портрета истакнутих људи у историји Билбаоа, његов оснивач Дијего Лопез де Аро, кардинал Хавијер Антонио Гардоки, адмирал Хуан Мартинез де Рекалде, Тристан де Легисамон и економиста Николас де Арикибар. Четири скулптуре пресецају зграду, два наредника и два гласника. На главном степеништу се налазе две скулптуре које представљају Закон и Правду. На врху се налази Арапска сала где се одржавају венчања и разни пријеми.

### Ибердрола кула
Ибердрола кула (шп. Torre Iberdrola, шп. Iberdrola dorrea) је канцеларија-облакодер у Билбау. Њена изградња је почела 19. марта 2009, а званично ју је отворио краљ Хуан Карлос I 21. фебруара 2012. године.
Торањ је висок 165 m и има 40 спратова. Првих 8 спратова је било намењено за хотел АББА, али је тај пројекат отказан.
Уместо хотела на тим спратовима ће бити изграђена сала са капацитетом од 200 људи.
Остали спратови се користе за канцеларијски простор. Торањ је изграђен у бившој индустријској зони Абандоибара која се налази поред реке. Поред Ибердола куле биће изграђене две стамбене зграде.

### Торњеви Исозаки
Торњеви Исозаки (шп. Isozaki Atea) представљају зграде близнакиње које се налазе у Билбау. Оне су највише зграде у Билбау, као и у целој Баскији. Куле су високе 83 m и имају 22 спрата. Прва два спрата се користе у комерцијалне сврхе, а преостали спратови представљају стамбене објекте. Куле су део грађевинског комплекса у чијем склопу се налази 5 зграда. Остале 3 зграде имају између 6 и 8 спратова. Реч „Атеа“ у преводу на баскијски језик значи врата, а комплекс је замишљен као улаз у град.

### Тргови
У срцу града, у његовом средишту, налази се Маркет Рибера (шп. „Mercado de la Ribera“), често називана и Трг (шп. „La Plaza“). То је највећа затворена тржишна дворана у Европи, а саграђена је 1929. године. 
Нови трг (шп. Plaza Nueva) датира из 19. века. Под његовим сводовима налазе се многе радње и ресторани. На овом тргу је сваке недеље бувљак, док је у лето место одржавања концерата и фолклора.
Елиптични трг је још један значајан трг Билбаоа са својом најпознатијом грађевином „Ћаваријева палата“. 

### Велики пут
Велики пут Дон Дијега Лопеза де Ара је улица која је од великог трговинског и финансијског значаја за Билбао, са зградама банака ББВА, ББК и Каха Лаборал, седиштем Енглеског суда, седиштем Регионалне владе Баскије и Сота зградом. Дизајн ове улице је представљен 1876. године ос стране његовог архитекте Аћукара и инжењера Алсоле и Хофмејера. Широка је 50 m и дугачка 1,5 km, а простире се од Кружног трга до Трга Светог срца.

### Мостови
Током прве половине 20. века јавила се потреба за уједињењем историјских остатака града са новим урбаним развићима, који су основани на простору старих црквених поседа припојеним црквама Деусто, Бегоња и Абандо, а који сада бивају обједињени са неколико мостова преко реке Нервион. Ове мостове је требало изградити на такав начин да не прекидају речне токове, да буду од великог значаја за послове који се обављају преко луке, који су се у периоду изградње обављали на том простору реке, и да се, поврх свега, померају између затона, што би омогућило да су, већ поменути мостови, изграђени на такав начин, да омогућавају пролаз бродова. Прихватљиво решење била је изградња покретних мостова, какав је мост Деусто, који спаја нови округ са округом Деусто, као и „Мост окупљања“, који их спаја са округом Бегоња. Оба моста, са сличним карактеристикама, изврсни су инжењерски радови. Мост Деусто је и данас активан, док је „Мост окупљања“ затворен 1969. године. Постоји још неколико мостова у граду, међу којима се по својој старости издвајају: мост Светог Антонија, мост Мерсед, мост Рибера и мост Аренал.

#### Бели мост
Мост (шп. Еl Puente Peatonal del Campo de Volantín) такође је познат под именом Зубизури што на баскијском језику значи бели мост. Дизајнирао га је Сантијаго Калатрава и налази се изнад реке Нервион. Овај мост почео је да се гради 1990. године а завршен је 1997. године. Званично отварање било је 30. маја 1997. године. Дугачак је 75 m и висок 15.3 m. Одликује га необична конструкција, као и већину Калатравиних пројеката, која подсећа на једра бродова. Поготово је познат по томе што је дно моста сачињено од стакла. Макар на око то изгледа дивно, овај мост има и лошу страну. Када дође лоше време и хладнији периоди мост постане превише клизав. Од 2006. године па до данас, Сантијаго Калатрава води многе правне дискусије са локалном влашћу због многобројних падова и повреда грађана, такође и због количине пара које су потребне да се сталко замени. Свота новца је достигла до 6000 евра у години и 250.000 евра у протеклих 10 година.

### Остале битне зграде
- Билбао је престоница предивне палате из 19. века која се назива „Палата Диспутаци“. Остале грађевине које завређују пажњу су Градска дворана Билбаоа, Новобарокно позориште Ариага, Модерно позориште и Универзитет Билбаоа.
- Музеј Борбе са биковима (шп. Museo Taurino) у Билбау отворен је 1995. године у арени за борбу бикова (шп. Vista Alegre). Тренутна поставка улази у траг главним историјским догађајима везаних за кориду у Билбау и баскијским провинцијама. Изложена је велика колекција одеће за борбу, огртача, мачева и осталих алата које су користили познати матадори, затим најпознатији бикови са њиховим монтираним главама, плакати за кориде одржане у Билбау од којих су неке из 19. века.[66]
- Палата владе у Билбау је споменик барокног стила који је дизајнирао Луис Аладрен 1897. године. Ентеријер је исто раскошан колико и екстеријер са прелепим прозорима од обојеног стакла.[67]
- Новобарокно позориште Ариага је првобитно инаугурисано 31. маја 1890. године на месту неколико некадашњих позоришта. Прво позориште Ариага је спаљено 22. децембра 1914, а друго је отворено 5. јуна 1919. године. Како је ово барокно позориште, његову унутрашњост одликује велика раскош. Позориште, као и трг испред позоришта, названи су по Хуану Кросотому де Ариаги, композитору из Билбаоа.
- Фонтана Сибернетика налази се у парку Доње Касилде и пружа водени, светлосни и музички шоу свим посетиоцима.[68]
- Црква светог Антонија је готичка црква из прве половине 15. века, тачније 1422. године. Посвећена је Светом Антонију у 16. веку, а сама зграда је мешавина архитектонских стилова ренесансе и барока. Торањ је у барокном стилу и изгрђен је 1777. године. Црква је конструисана на месту рушевина бившег Алказара.
- Црква светог Николе је један од најбољих примера барокне архитектуре Баскије. Завршена је у 19. веку и посвећена је Светом Николи, заштитнику морепловаца.
- Палата Олабари је занимљива комбинација неколико стилова архитектуре која је изграђена деведесетих година 19. века. У касном 19. веку била је пребивалиште предузетника из Билбаоа Хосе Марије де Олабарија.[69]

#### Метро
Подземна станица или метро Билбаоа је изграђен без сувишних детаља и самим тим изгледа веома функционално. Познати архитекта Норман Фостер пројектовао је неколико станица као и две нове подземне линије користећи челик, бетон и стакло.

## Паркови
Од 2010. године Билбао има 18 паркова унутар својих граница, укупно 200 хектара зелених површина. Поред свог зеленог појаса, укупна површина је 1, 025 хектара од којих су 119 урбанизовани. Највећи паркови су Планина Кобетас од 18, 5 хектара и Лареагабуру од 12 хектара. Оба се налазе на периферији.
- Парк Доне Касилде Итурисар налази се у дистрикту Абандо, близу центра града и покрива површину од 8, 5 хектара. Име је добио по градској добротворки која је донирала основе за град. То је Енглески парк који је дизајнирао Рикардо Бастида. Отворен је свету 1907. године. Поседује фонтану са водом која игра, башту и језеро са различитим врстама патака, гусака и лабудова, што даје парку локално алтернативно име „Пачји парк“. У последњих неколико година проширен је тако да се спаја са облашћу Абандоибара.
- У Ибаионду, Етксебериа парк је изграђен осамдесетих година 20. века на месту где се раније налазио челични млин. Оригинални димњак је задржан као омаж индустријској прошлости. Покрива област од 18,9 хектара на нагнутом терену са погледом на Стари град. Остали битни јавни простори у граду укључују Парк Европа, Мирибиља Парк.

Планина Артксанда је лако приступачна из центра града жичаром. На врху се налази рекреативна зона са ресторанима, спортским комплексом и балконима са панорамским погледом. На југу, на планини Пагасари недељно прође стотине планинара још од седамдесетих година деветнаестог века. Њена околина је званично заштићена још од 2007. године.

## Култура
Водећа шпанска лука и трговински центар од 19. века налази се у срцу важне индустријске зоне са гвозденим минама у близини. Њене банке је чине значајним финансијским центром. Челик, хемикалије и бродови су главни производи. Билбао је такође центар великог броја фирми високе технологије. Има метро, оперу и неколико музеја међу којима су неки од најзначајнијих Музеј ликовних уметности, Археолошки музеј, Етнографски и Историјски музеј као и најпознатији од њих и један од обележја овог града Музеј Гугенхајм који је конструисан 1997. године.
Поред чињенице да је веома познат по спорту, Билбаоа одликује музика уско повезана са гастрономијом, као и велики број фестивала. 

### Музика
Симфонијски оркестар Билбаоа основан је 1922. године, а његов садашњи диригент је изабран 2008. године. Хорска музика је веома популарна и редовно се одржавају концерти. Хорско друштво је основано 1886. године.
Билбаинадас, популарне традиционалне песме везане су за један од типичних обичаја за овај град, а то је једење пинћоса (шп. ir de pinchos) што подразумева одлазак у бар са групом пријатеља. Оне су кључни део билбаовске музичке историје. Како имају доста сличности са текстовима и мелодијама са слепим песмама (шп. canciones de ciego), порекло ових веселих и шаљивих песама датира још од времена оснивања Билбаоа. Касније, у 19. и 20. веку, билбаинада ће бити под утицајем ритма хабанере комбинујући живост, запажања локалних обичаја и манира, реалност, носталгију и иронију. Прве билбаинаде потичу између из периода између 1920. и 1930. године. Грамофон и радио су се прочују и створе нову еру у историји билбаинада. Ботксерос група је названа по речи Ботксо, речи чија је главна асоцијација била Билбао.

### Фестивали
Велика недеља (шп. Semana Grande) је највећи фестивал у Билбау, јер привлачи преко 100.000 људи. Овај фестивал је почео да се одржава 1978. године. Почиње сваке године у суботу треће недеље августа и траје 9 дана. Славље укључује разне игре, концерте, уличне забављаче, борбу бикова, као и ватромет. Сваке године се уводе иновације.
Дан Светог Томаса је традиционални гастрономски празник који почиње средином децембра. На преко 300 штандова изложени су традиционални производи из сеоских предела, међу којима је воће, поврће, сир, кобасице и вина.
Фестивал фантастичног филма - ФАНТ (шп. Festival de Cine Fantástico de Bilbao - FANT) се одржава сваке године у мају. Најбољи међународни филмови овог жанра се пуштају у току фестивала.
Билбао ББК Фестивал је фестивал поп и рок музике. Одржава се сваке године, током лета.

### Храна
Гастрономија Билбаоа се заснива углавном на морским производима. Најпознатија јела су бакалар у пил - пил сосу, баскијски бакалар, јегуље на традициналан начин, ослић у зеленим сосу, мармитако, лигње у свом мастилу, а што се тиче десерта најпопуларнији су каноли на баскијски начин. Соконуско је традиционални нугат Билбаоа и састоји се из 3 врсте чоколаде- беле, млечне и црне.
Тапас су заштитни знак целе Шпаније, а у Баскији се називају пинћос. Мала разлика између тапаса и пинћоса је та што се пинћоси у већини случајева служе на чачкалици. Они су претежно јефтини. Уз њих углавном иде освежавајуће ћаколи вино.
Као и у целој Шпанији, и у Билабау се пије вино, највише ћаколи (шп. chakolí). Ћаколи је благо газирано бело вино.

## Природни свет
Баскија је богата многим природним ресурсима који представљају један од корена њеног традиционалног економског просперитета. Такође, обилује разним биљним и животињским врстама.

### Флора
Далеко најзаступљенија биљна врста у Баскији данас јесте бор чије се шуме простиру на око 162 300 хектара. У централном и јужном делу простиру се шуме црног бора, белог бора и храста, као и јеле у вишим подручјима. Такође, веома често срећу се и бели багреми, платани, банане, и јасени, а многобројни паркови Билбаоа обилују разноврсним цветним врстама.

### Фауна
Фауна се састоји од врста као што су дивље свиње, лисице и зечеви. Међу птицама најбројније су јаребице, роде, златни орлови, кестрел, сиви соко, голубови и сове. Што се тиче врста које живе у водама, посебно су цењене и бројне пастрмке, сомови и крабе, ослић, сардина, инћуни, туна, бакалар и скуша. Многе речне врсте угрожене су због загађења.

## Спорт
Фудбал је, као и у већини Шпаније, најпопуларнији спорт у Билбау, док је кошарка други најбитнији спорт. Поред фудбала и кошарке, Билбао нуди разне активности на отвореном захваљујући својој локацији. Планинарење је веома популарно, као и спортови на води.

### Фудбал
Фудбал је у Баскију дошао посредством енглеских трговаца. Нови спорт је полако узимао маха и почео потискивати традиционалне спортове тог времена. Тако настају и први клубови, ФК Билбао који су основали енглески рудари и лучки радници и Атлетик клуб, основан од стране баскијских студената који су се вратили са студија у Енглеској. Ова се два клуба спајају 1902. године у један под називом Club Vizcaya, a 1903. настаје Athletic Club de Bilbao.
После оснивања клупске боје су биле плаво - беле пруге, но 1910. прихвата за службене клупске боје црвено-беле вертикалне пруге које су и данас заштитни знак овог клуба. 
Клуб никада није испао из шпанске Прве лиге од њеног оснивања 1929. године и тиме је уз бок великанима као што су Реал Мадрид или Барселона. Клуб је један од најтрофејнијих у Шпанији: осам пута је био првак Шпаније, а 24 пута победник Купа Краља (шп. Copa del Rey). Освојили су још и Суперкуп 1985. године те играли финале УЕФА купа 1977. године.
| Назив стадиона:      | Сан Мамес       |
| Град:                | Билбао          |
| Датум отварања:      | септембар 2013. |
| Капацитет:           | 53 332          |
| Почетак изградње:    | 26. мај 2010.   |
| Крај изградње(75%):  | септембар 2013. |
| Крај изградње(100%): | март 2015.      |
| Величина терена:     | 105 м х 68 м    |

Надимци клуба су Rojiblancos по клупској боји, црвено-белим пругама и Los Leones (лавови) по месту где се налази стадион клуба, а који је смештен уз Цркву Сан Мамес, свеца кога су бацили лавовима који су га одбили појести.
Од самог почетка клуб је вођен мотом «Con cantera y afición, no hace falta importación» тј. „С домаћим играчима и навијачима нема потребе за странцима“. Тако cantera постаје службени став вођства клуба из Билбаоа, али и осталих баскијских клубова тог доба као што су Алавес, Реал унион, Arenas Club de Getxo и Реал Сосиједад. Тих пет тимова били су међу десет оснивача шпанске прве лиге. До данас је једино Атлетик остао веран овом ставу тако да у клубу могу играти само играчи рођени у Баскији или они чији су блиски преци баскијскога порекла. Ипак су то правило понешто ублажили у осамдесетим годинама 20. века када је допуштено да у клубу играју играчи који су фудбалски одрастали у Баскији.
Под Франком клуб је морао мењати име у Атлетико Билбао будући је генерал Франко одредио како се не смеју користити стране речи у именима клубова и организација.
У последњих двадесет година клуб није успео да оствари неке значајније резултате, највише због устрајности у провођењу cantere. Неколико пута је клуб успевао да се избори за наступ у европским куповима, а 1998. године под вођством Луиса Фернандеза освојили су друго место у првенству, изборивши се за право да учествују у Лиги шампиона. Ипак, у последњих неколико година клуб се налази у средини или при дну табеле. Протекле две сезоне клуб се грчевито бори за опстанак. Упркос свему, према истраживањима угледних новина El Mundo 78% навијача овога клуба би радо видело свој клуб у Другој лиги него да се одрекне става да у клубу играју искључиво баскијски играчи. Тако овај клуб остаје један од ретких клубова који се противе правилима модерног фудбала и покушавају кроз развој младих домаћих играча да оставе трага у данашњем фудбалу. Многи овакву политику називају расистичком и ксенофобичном, но они који бране овај став наглашавају како је њима важније да играчи на првом месту имају љубав према клубу и да разумеју што клуб значи навијачима, а што није случај с многим странцима који долазе у клубове шпанске лиге. 
| 1903 | 1910 | 1913 | 1950 | 1970 | 1982 | 1996 | 2004 | 2009 |
| ---- | ---- | ---- | ---- | ---- | ---- | ---- | ---- | ---- |
|      |      |      |      |      |      |      |      |      |

Изглед дресова ФК „Билбао“ од године оснивања до 2009. године

#### Тријумфи
- Ла Лига:
  - Првак (8): 1929/30, 1930/31, 1933/34, 1935/36, 1942/43, 1955/56, 1982/83, 1983/84.
  - Друго место (7): 1931/32, 1932/33, 1940/41, 1946/47, 1951/52, 1969/70, 1997/98.
- Куп Краља:
  - Победник (23): 1903, 1904, 1910, 1911, 1914, 1915, 1916, 1921, 1923, 1930, 1931, 1932, 1933, 1943, 1944, 1945, 1950, 1955, 1956, 1958, 1969, 1973, 1984
  - Финалиста (13): 1905, 1906, 1913, 1920, 1942, 1949, 1953, 1966, 1967, 1977, 1985, 2009, 2012
- Суперкуп: 1985.

#### Рекорди
- Заједно са Реал Мадридом и Барселоном, Атлетик је један од три тима која су учествовала сваке године у првенству без испадања.[79]
- У сезони 1920/30 лигу су завршили непобеђени након 18 утакмица.[79]
- Држи рекорд за највећу победу у Примери (12–1 против Барселоне, 1931. године).[79]
- Држи рекорд за највећу победу у Купу краља (12–1 против Селте Виго, 1947. године).[79]
- Држи рекорд за највећу победу у гостима против Реал Мадрида (0–6 на стадиону Сантијаго Бернабеу), Барселоне (0–6 на Камп Ноу), Еспањола (1–5) и Осасуне (1–8).[79]
- Фудбалер Зара је једини играч Примере који је био стрелац 6 пута.[79]
- Фудбалер Зара држи рекорд за највећи број голова у Примери (252 гола).[79]
- Зара је најбољи стрелац у историји Купа краља (81 гол).[79]
- Гаинза држи рекорд за највећи број постигнутих голова на једном мечу Примере (8 голова).[79]
- Зара држи рекорд за највећи број постигнутих голова у финалу Купа краља (4 гола).[79]
- Агустин Сауто Арана, звани Бата, играч је са највећим просеком датих голова у Примери (0.92 гола по мечу).[79]
- Одлазак Хавија Мартинеза из Атлетик Билбаоа у Бајерн Минхен за 40 милиона евра најскупљи је трансфер у историји Бундеслиге, али је и донео највећу суму новца култном баскијском клубу у историји.[79]
- Атлетик Клуб никада није успео да победи Барселону у Примери од сезоне 2005/2006.[80]
- Фернандо Аморебијета је играч Атлетик Билбаоа са највећим бројем добијених црвених картона.[80]
- Од 11 утакмица Атлетико Билбао је успео само једну да заврши без примљених голова.[80]
- „Пићићи трофеј“ који се додељује најбољем стрелцу лиге, назив је добио по легендарном фудбалеру Рафаелу Морену. Пићићи значи “Мала патка”. Играо је за Атлетик Билбао све док се 1922. године није изненада разболео од тифуса и преминуо. Био је висок само 154 cm.[80]
- Оснивачи Атлетик Мадрида су била тројица мадридских студената из Баскије која су желела да створе клуб по угледу на клуб из родног града, Атлетик Билбао. Оба клуба су на почетку носила дресове са плаво - белим пругама које су купили од Енглеске - то су били дресови Блекбурн Роверса. Међутим, око 1911. године, оба тима су променила боје дресова у црвено - беле јер човек ког су послали у Енглеску да купи дресове није могао да нађе довољно па је купио дресове Саутхемптона.[80]
- Године 2012, Фернандо Љоренте је забележио свој први хет - трик у Примери. То није постигао нико од играча Атлетик Билбаоа од 2007. године.[80]
- Године 2012. Икер Муниаин је одиграо своју 100. утакмицу у дресу Атлетик Билбаоа и тиме, са тада својих 19 година, постао најмлађи играч Примере који је то постигао.(Лионел Меси - 20 година и 8 месеци, Раул Гонзалез 19 година и 5 месеци )
- Икер Муниаин је дебитовао за Атлетик Билбао са 16 година. Најмлађи је играч Атлетика који је постигао гол имавши само 16 година и 7 месеци.[80]
- Фернанду Љорентеу је током сезоне свиран 49 пута офсајд што је други највећи број, одмах након Давида Виље (68).[80]

### Кошарка
КК Билбао (шп. Club Basket Bilbao Berri) је кошаркашки клуб из Билбаоа који је основан 2000. године, као замена за градски клуб Каха Билбао (шп. CajaBilbao). Од 2004. игра у АЦБ лиги, чији је вицепрвак био у сезони 2010/11. Клуб игра у Билбао арени.
| Председник: | Предраг Савовић |
| Тренер:     | Рафа Пуејо      |

На међународној сцени клуб бележи запажене резултате. Први пут је у Еврокупу учествовао у сезони 2008/09 и стигао до полуфинала, док је у наредној отишао корак даље и освојио треће место. Три године касније (сезона 2012/13) вратио се у ово такмичење и овога пута постигао још већи успех - улазак у финале у ком је поражен од Локомотиве Кубањ. У сезони 2011/12 играо је и у Евролиги и стигао до четвртфинала.

#### Успеси
- АЦБ лига:
  - Вицепрвак (1): 2011.
- Еврокуп:
  - Финалиста (1): 2013.
  - Треће место (1): 2010.

## Познате личности
Скулптуре, спомен-плоче, улице, документи, песме... постоји велики број жена и мушкараца, становника Билбаоа, који су оставили свој траг на пољима књижевности, музике, спорта, који су утицали на развој и напредак града. Два имена која су међу значајнијима су Дон Дијего Лопез де Аро и Марија Дијаз де Аро. Дон Дијего је оснивач Билбаоа по којем је касније главна улица Велики пут добила име и чија скулптура се налази на Кружном тргу. Марија Дијаз је његова нећака по којој је названа једна од најдужих улица у насељу Енсанће. Тај округ је такође дом Аламеда Масареда познатог као адмирал Хосе де Масаредо.
Остале значајне личности:
- Хоакин Аћукаро (пијаниста)
- Николас Аћукаро (неуролог)
- Хосе Антонио Агире (фудбалер, политичар и први председник Баскијске владе)
- Габриел Арести (један од најважнијих писаца и песника на баскијском језику)
- Николас де Арикибар (економиста)
- Хуан Крисостомо де Арига (композитор, виолиниста и диригент)
- Педро Арупе (језуитски свештеник и узвишени генерал Језуита између 1965. године и 1983. године)
- Алекс де ла Иглесија (филмски режисер и сценариста)
- Касилда Итурисар (филантроп)
- Хуан Лареа (песник и есејиста)
- Хосе де Масаредо (адмирал и генерални директор оружаних снага)
- Рафаел Морено Аранзади „Пићићи“ (фудбалер)
- Блас де Отеро (песник)
- Рамиро Пиниља (писац)
- Хосе Хоакин Пуиг де ла Бељакаса (дипломата, правник и амбасадор Шпаније)
- Хуан Мартинез де Рекалде (адмирал Армаде - оружаних снага)
- Мигел де Унамуно (писац и филозоф)
- Секундино Суасо Угалде (архитекта)
- Хоакин Алмунија Аман (посланик и министар Шпаније и комесар Европске уније)
- Педро Олеа (филмски редитељ, продуцент и сценариста)
- Фито Кабралес (певач, гитариста и композитор)
- Сабино Арана (политичар, писац и оснивач Баскијске националистичке партије)
- Хосе Марија де Бастера и Мадариага (архитекта)
- Тереле Павес (глумица и сестра Еме Панеље и Елисе Монтес)
- Анабел Оћоа (психијатар, писац и глумила је у филму „Монолози Вагине“)
- Хесус Марија Хернандес Гил (текстописац, песник и бубнјар фолк групе „Чаробњак из Оза“)
- Мариви Билбао (глумица)
- Оливиа Мартинез „Гркиња“ (певачица, балерина и шпански тореадор)

## Партнерски градови
Билбао је успоставио добре односе са неколико градова са којима сарађује и они се сматрају побратимљеним градовима. Ти градови су:
| - Монтереј, Мексико (1993) - Буенос Ајрес, Аргентина (1992) - Росарио, Аргентина (1988) - Медељин, Колумбија (1998) - Бордо, Француска - Ћингдао, Репубика Кина (2006) | - Тбилиси, Грузија - Питсбург, Сједињене Америчке Државе - Суракарта, Индонезија |

## Занимљивости о језику
- Баскијски језик (шп. vasco; баск. éuscera) је језик без лингвистичких претходника, а говори га око 660 хиљада људи углавном у Баскији на северу Шпаније и на југу Француске.
- Једна форма у функцији предака позната као Аквитански јавила се у римским записима у Аквитанији, на југозападу Француске. Записи који се састоје од имена људи и богова, као и неколико других речи били су записани током 1. и 2. века нове ере.
- Баскијски се прво појавио у писаној форми у оквиру латинских религиозних текстова Glosas Emilianenses који датирају из 10. века. Глосе су коментари пронађени у манастиру Сан Миљан де ла Когоља у Риоха области. Деле се на glosas emilianenses и glosas silenses.
- Пре открића глоса почетком шпанске књижевности сматрало се дело „Песма о Сиду“, за којег се верује да је настао око 1140. године. Међутим, захваљујући открићу глоса и та граница је померена и за почетак шпанске књижевности се узима 10. век када су обе врсте глоса откривене.
- Постоје две хипотезе које се тичу баскијског језика. Прва је да он има везе са језицима са Кавказа, а друга да баскијски има сличности са северноафричким језицима и да одатле баскијски језик потиче. Друга хипотеза је временом постала прихватљива.
- Прва књига на баскијском је збирка песама Linguae Vasconum Primitiae, од аутора Bernard D'Etchepare 1545. године.
- Што се тиче баскијског језика, врло мало записа је сачувано, а после 16. века не постоји књижевност на овом језику.

## Галерија
- Т. Бадиола
- Хосе Марија де Бастера и Мадариага
- Фито Кабралес
- Сабино Арана
- Хоакин Алмунија
- Мигел де Унамуно
- Хуан Крисостомо де Арига
- Доња Касилда
- Хосе де Масаредо
- Хуан Лареа
- Рафаел Морено Аранзади „Пићићи“
- филмски режисер и сценариста
- Црква светог Антонија
- Компанија ББВА
- Конструкција у форми паука испред музеја Гугенхајм
- Хуан Карлос Први, краљ Шпаније
- Позориште Ариага, спољашњост
- Позориште Ариага, аудиторијум
- Нови трг
- Маркет Рибера
- Стари град
- Парк Етксебериа
- Ћаколи вино
- Парк Доње Касилде Итурисар
- Елиптични трг
- Црква светог Николе
- Куца испред музеја Гугенхајм
- Сантијаго катедрала
- Атлетик Билбао 1904. године
- Атлетик Билбао 1910. године
- Атлетик Билбао 1911. године
- Атлетик Билбао 1914. године
- Атлетик Билбао 1921. године
- Атлетик Билбао 1931. године
- Унутрашњост базилике Свете Бегоње
- Статуа тигра на врху „Тигар“ зграде
- Фернандо Љоренте
- Библиотека у Билбау
- Данашњи изглед базилике Свете Богоње